# Зінов'єв Геннадій Михайлович
Генна́дій Михай́лович Зіно́в'єв (18 квітня 1941, Біробіджан — 19 жовтня 2021, Київ) — український фізик-теоретик, доктор фізико-математичних наук, професор, з 2012 року — член-кореспондент НАН України за спеціальністю «Релятивістська фізика зіткнень важких іонів». Завідувач відділу фізики високих густин енергії Інституту теоретичної фізики імені М. М. Боголюбова НАН України. Офіційний представник України в CERN. Заслужений діяч науки і техніки України (2021).

## Життєпис
Народився 18 квітня 1941 року в м. Біробіджан Хабаровського краю РРСФР.
У 1963 році закінчив Дніпропетровський державний університет, після чого у 1964 році — філію Московського університету в Дубні.
У 1964—1967 роках навчався в аспірантурі Лабораторії теоретичної фізики Об'єднаного інституту ядерних досліджень в Дубні.
Після закінчення аспірантури був розподілений до Інституту математики АН Молдавської РСР в Кишиневі.
З січня 1969 року працював в Інституті теоретичної фізики імені М. М. Боголюбова НАН України на посадах молодшого наукового співробітника, старшого наукового співробітника, завідувача лабораторії структури елементарних частинок і динаміки їх взаємодії та завідувача проблемної галузевої науково-дослідної лабораторії фізики високих густин енергії.

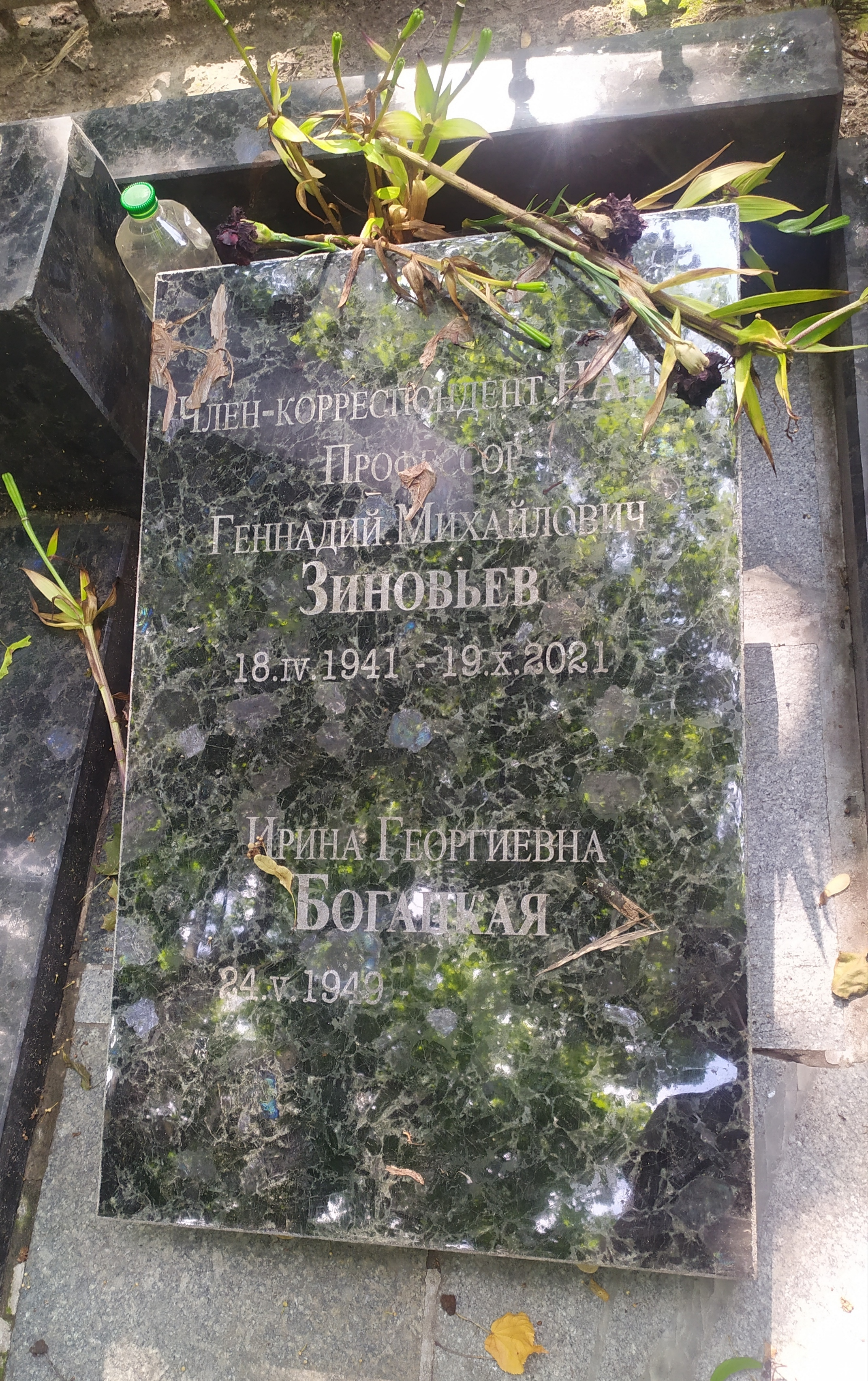
Надгробок Геннадія Зінов'єва на Байковому кладовищі

З 1986 року був завідувачем відділу фізики високих густин енергії.
Помер 19 жовтня 2021 року. Похований на Байковому кладовищі разом із родиною дружини.

### Родина
Дружина — науковиця-фізикиня Ірина Богацька (нар. 1949). Тесть — науковець у галузі містобудування, доктор технічних наук Георгій Богацький (1918—1974). Теща — науковиця-геронтологиня Лідія Богацька (1919—1999).

## Наукові напрями та здобутки
Теоретична фізика сильновзаємодійної матерії: квантова хромодинаміка та теорія поля; динаміка багаточастинкових процесів; теоретична та експериментальна релятивістська ядерна фізика; фундаментальні дослідження з фізики кварк-глюонної плазми.
Підготував 15 докторів і 22 кандидати наук.
Створив понад 700 наукових праць в провідних міжнародних журналах.
Був одним із засновників міжнародної колаборації ALICE на великому адронному колайдері в ЦЕРНі, одним з авторів проєкту колайдера NICA, та одним з ініціаторів створення Української національної грід-мережі.